# Ekotempel
Ett ekotempel är en mindre fristående byggnad med tak som bärs upp av pelare eller kolonner. Byggnaden var ett stilelement i bland annat engelska trädgårdar och den engelska landskapsparken. Den hade funktionen som uterum för samvaro och måltider i det fria eller som vackert blickfång. Förledet eko kommer av att byggnadstypen med kupolformat innertak kan ge en viss ekoeffekt mitt i "rummet". Efterledet tempel avser tempelbyggnad, men någon kultisk betydelse som skulle motivera deras uppförande kan inte beläggas. 
Ekotempel uppfördes företrädesvis i naturskön miljö på en mindre kulle med fri utsikt och i direkt kontakt med utemiljön och är därför ofta helt öppna utan fönster och dörrar. Den vanligaste utformningen är en cirkulär byggnad med kupoltak, men även andra former förekommer som mer liknar antikens grekiska templet. Ekotempel används idag ibland för vigslar där man önskar vigas i naturskön miljö som ett alternativ till vigsel i ett kyrkorum, men ändå ha ett visst skydd mot dåligt väder. Ett av de mer kända ekotemplen i Sverige är ekotemplet i Hagaparken i nuvarande Solna kommun, som ursprungligen kallades "Gröna salongen".
1700-talets tempelarkitektur var i regel ett uttryck för dåtidens "mode" inom nyklassicismens stilriktning, något som man idag skulle kalla pastisch. För Sveriges del var den konst- och arkitekturintresserade Gustav III fascinerad av tempelbyggnader som han studerade på sin italienresa 1783.  Gustav III:s olika tempelprojekt i Hagaparken hade praktiska funktioner; Ekotemplet (1790) var en utematsal och Amor och Psyketemplet (1795) uppställningsplats för en vacker skulptur av Sergel. Gustav III:s största Haga-projekt, Stora Haga slott (ofullbordat), var också inspirerad av italiensk nyklassicistisk tempelarkitektur och skulle fungera som konstgalleri.

## Bilder

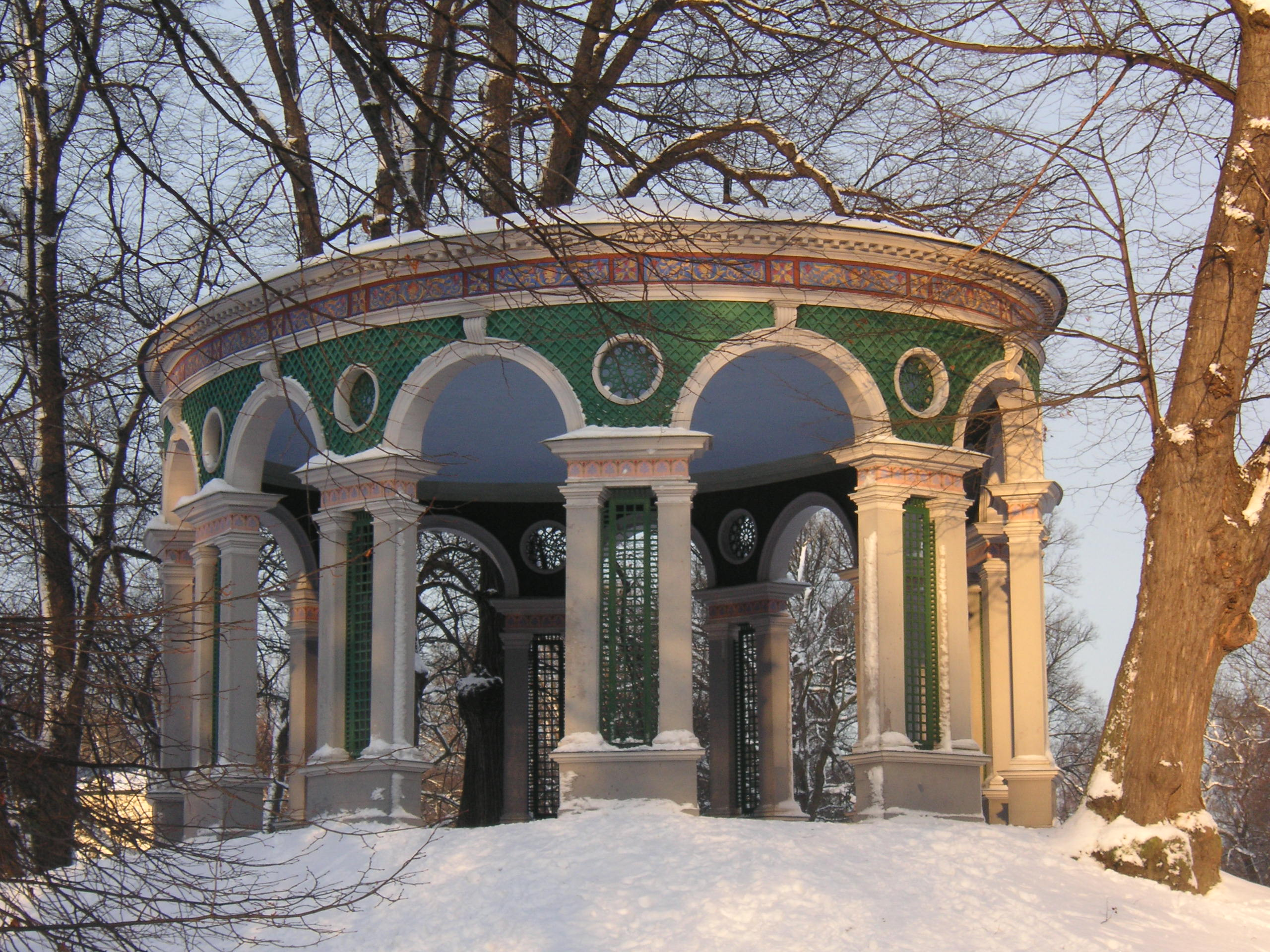
Ekotemplet i Hagaparken, Solna
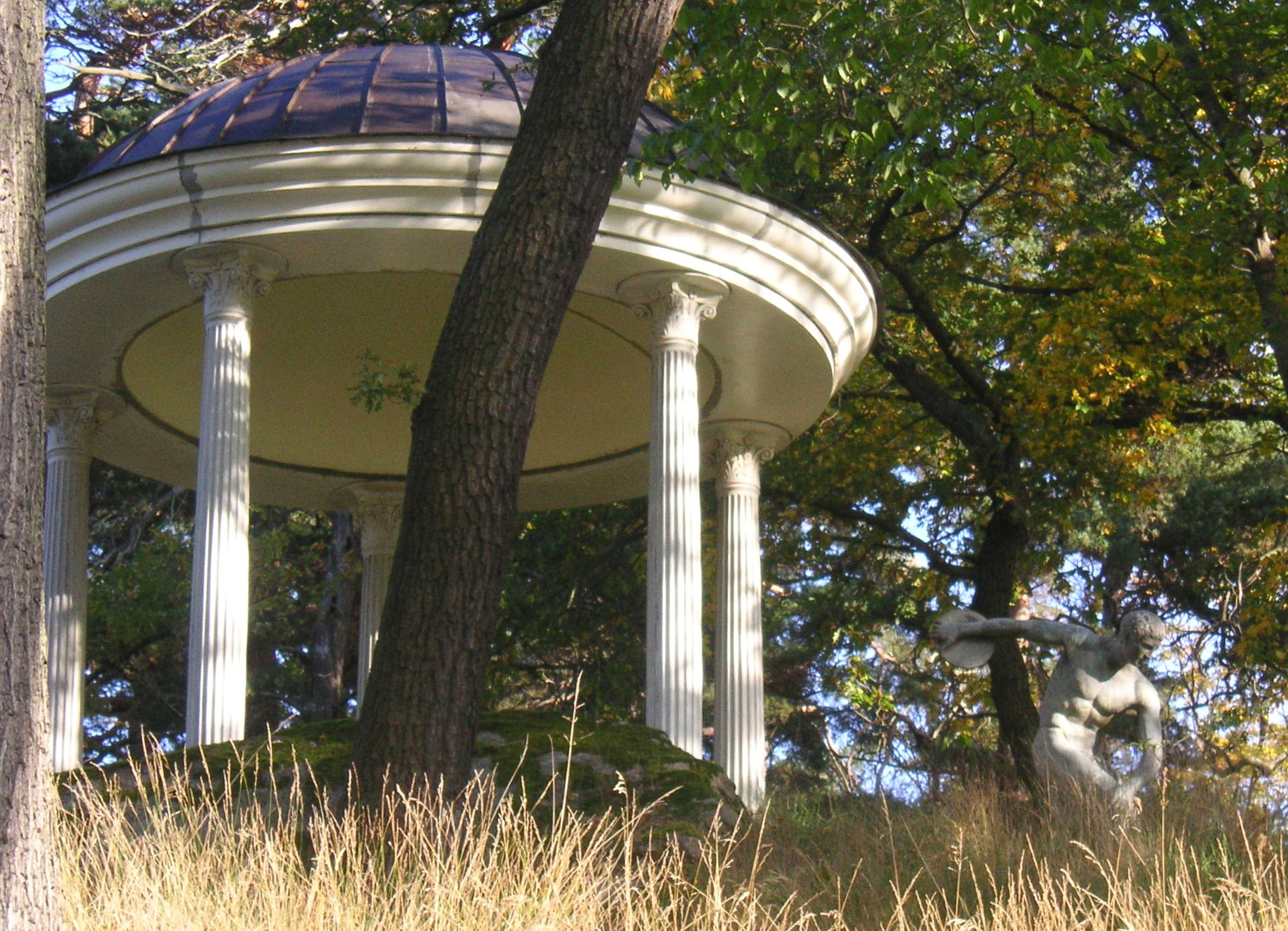
Ekotemplet vid Villa Fridhem, Frescati, Stockholm
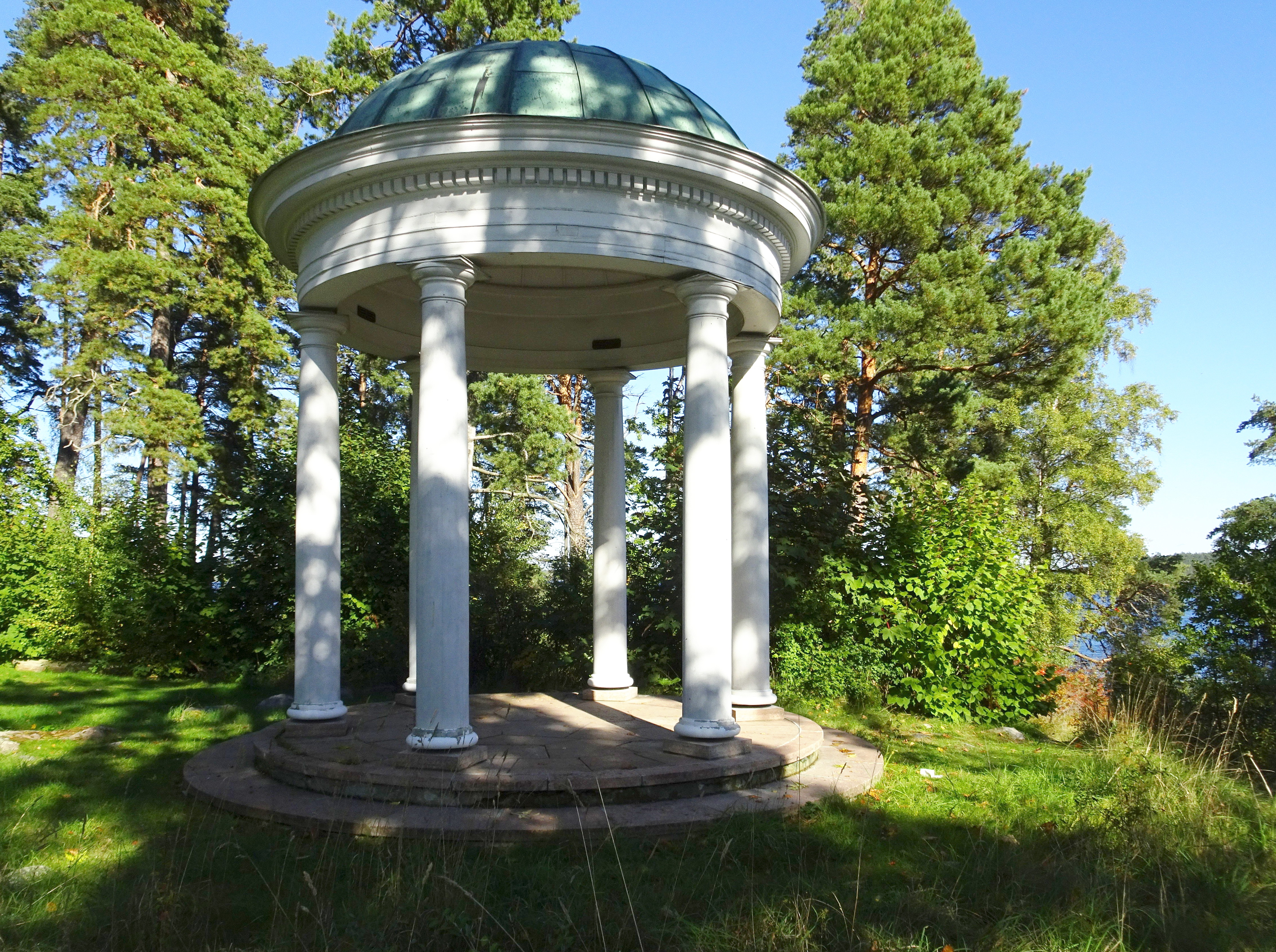
Ekotemplet på Elfviks udde, Lidingö.
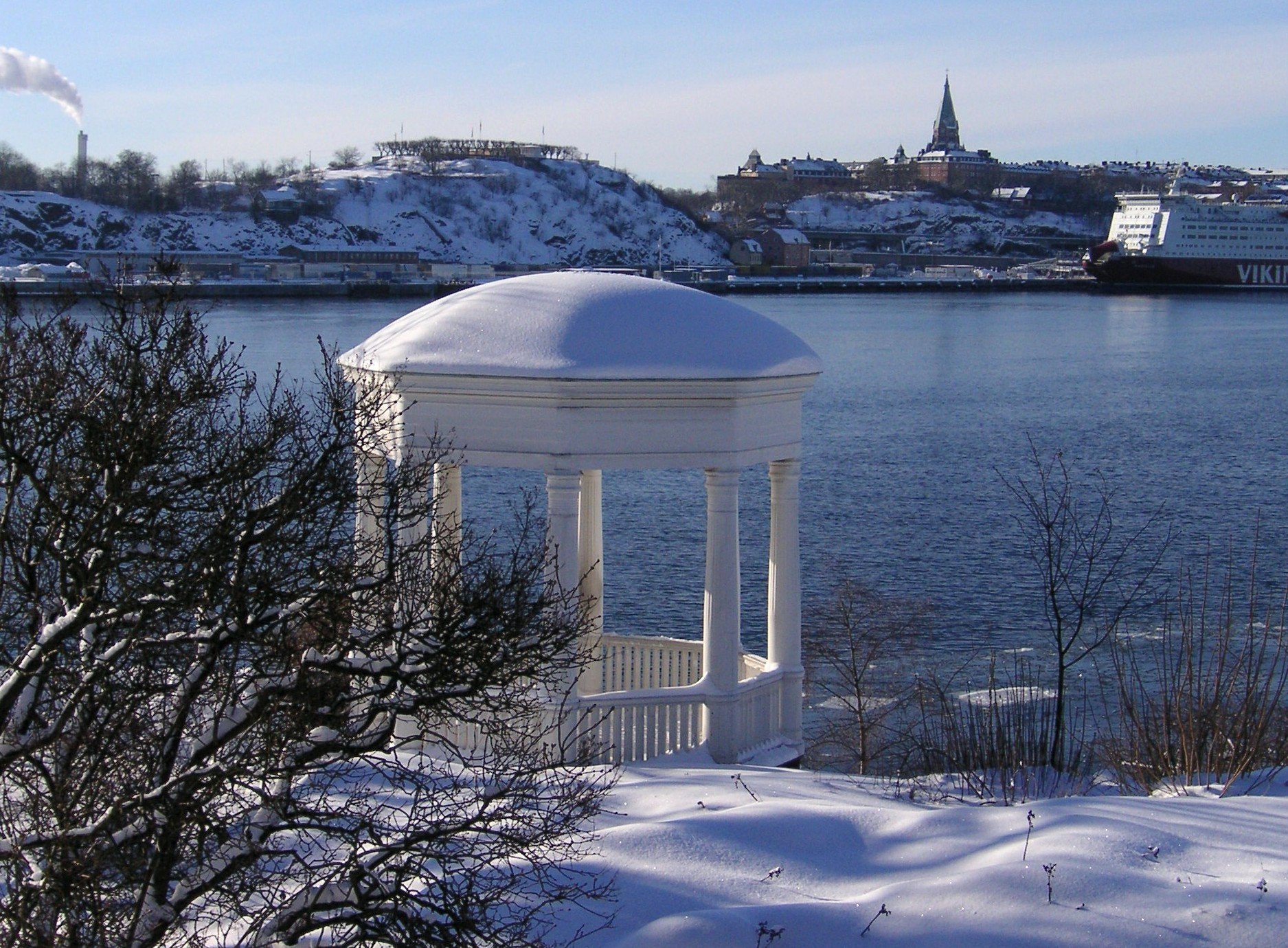
Ekotemplet på Waldemarsudde, Djurgården, Stockholm